# Exitos latinos
Exitos latinos è un album di Orietta Berti pubblicato nel 2006 dalla Gapp Music con la partecipazione di Demo Morselli e della Demo Morselli Orchestra.

## Tracce
1. Aquellos ojos verdes – 2:12 (A. Utrera, N. Menendez)
2. Frenesi – 2:37 (A. Dominguez, L. Withcup)
3. Bésame mucho – 3:47 (C. Velazquez)
4. Quien será – 2:08 (P. Bartan)
5. Amado mio – 3:55 (D. Fisher)
6. Fantastico – 2:20 (J. Keller, N. Sherman)
7. Quizas quizas quizas – 2:25 (J. Davis, O. Farres)
8. Cosita Linda – 1:50 (L. Bermudez, P. Galan)
9. Tres palabras – 2:09 (D. Farres)
10. Amor amor amor – 2:38 (G. Ruiz, R. Lopez Mendez)
11. Sabor a mi – 3:14 (A. Carrillo)
12. Cachito – 2:39 (C. Velazquez)
13. Acércate más – 3:04 (O. Farres)
14. Sentimenti – 3:39 (M. Albert)